# Astérix chez les Helvètes
Astérix chez les Helvètes est le seizième album de la bande dessinée Astérix, publié en 1970, scénarisé par René Goscinny et dessiné par Albert Uderzo.
Il a été pré-publié dans le journal Pilote du no 557 (9 juillet 1970) au no 578 (3 décembre 1970).

## Résumé
À Condate (Rennes), le gouverneur Gracchus Garovirus passe son temps dans des orgies romaines et s'enrichit en détournant les impôts récoltés pour Rome par le collecteur Caius Eucaliptus. Mais un contrôleur, Claudius Malosinus, débarque à Condate pour examiner les comptes, mettant en péril le train de vie du gouverneur : celui-ci s'arrange pour l'empoisonner. Souffrant le martyre, Malosinus envoie son légionnaire demander le secours du druide Panoramix, dont il a entendu parler.
Panoramix, accompagné d'Astérix et Obélix, arrive à Condate auprès de Malosinus. Pour guérir ce dernier, il doit concocter une potion contenant une fleur appelée étoile d'argent (un edelweiss), que l'on ne trouve qu'en Helvétie. Astérix et Obélix partent donc récolter cette fleur rare, tandis que le druide emmène au village gaulois Malosinus pour le mettre en sécurité, soi-disant en tant qu'otage.
Mais le gouverneur Garovirus, afin d'éviter d'être accusé de tentative de meurtre et pour pouvoir continuer de mener son train de vie, compte les en empêcher : il fait appel à son confrère de Genava (Genève), Caius Diplodocus, lui aussi adepte d'orgies, pour leur barrer la route.
À la frontière, Astérix et Obélix sont repérés et les Romains les poursuivent. Ils sont sauvés par un aubergiste helvète à Genava, Petisuix, puis un banquier, Zurix, qui les met à l'abri dans un coffre-fort de sa banque, où ils passent la nuit à l'abri des recherches.
Le lendemain, les Gaulois, toujours poursuivis par les Romains, se cachent au palais des conférences internationales, puis traversent le lac Léman à bord d'un bateau de vétérans helvètes chanteurs de yodel. Obélix s'enivre et tombe dans l'inconscience : Astérix et les Helvètes doivent l'attacher à une corde derrière eux pour escalader la montagne ; Astérix parvient à y cueillir un edelweiss.
Quelques jours plus tard, le gouverneur Garovirus vient au village gaulois s'enquérir de la santé du contrôleur d'impôts Malosinus : celui-ci, secrètement guéri grâce à la concoction avec l'edelweiss rapporté par Astérix et Obélix, et ayant bu de la potion magique, accueille le gouverneur en l'assommant, le menaçant de vérifier les comptes et de l'envoyer avec Diplodocus, au cirque de Rome.
L'histoire se termine par un banquet, auquel est invité Malosinus guéri, une première pour un Romain.

## Personnages principaux
- Les habitants du village gaulois, dont : 
  - Astérix, guerrier,
  - Obélix, livreur de menhir,
  - Idéfix, chien d'Obélix,
  - Abraracourcix, chef du village,
  - Agecanonix, vieillard,
  - Ordralphabétix, poissonnier,
  - Cétautomatix, forgeron,
  - Panoramix, druide,
- Gracchus Garovirus, gouverneur romain de Condate, adepte d'orgies,
- Fellinus, traiteur romain à Condate,
- Caius Eucaliptus, collecteur d'impôts romain à Condate,
- Claudius Malosinus, questeur romain, trésorier des provinces, envoyé par Jules César pour examiner les comptes de Garovirus,
- quatre médecins incompétents,
- soldat romain envoyé par son maître, Malosinus, chercher Panoramix,
- Caius Diplodocus, gouverneur romain de Genava, adepte d'orgies,
- Romains en pleine orgie chez Diplodocus, dont Caius Infarctus perdant toujours son morceau de pain dans la fondue au fromage,
- Antarix (non nommé), réparateur de char,
- décurion et sa troupe à la frontière Gaule-Helvétie, à la poursuite des Gaulois,
- Petisuix, aubergiste consciencieux de l'Auberge du Lac au bord du lac Léman à Genava,
- Zurix, banquier à Genava,
- vétérans helvètes chanteurs de yodel.

## Analyse

### Genèse

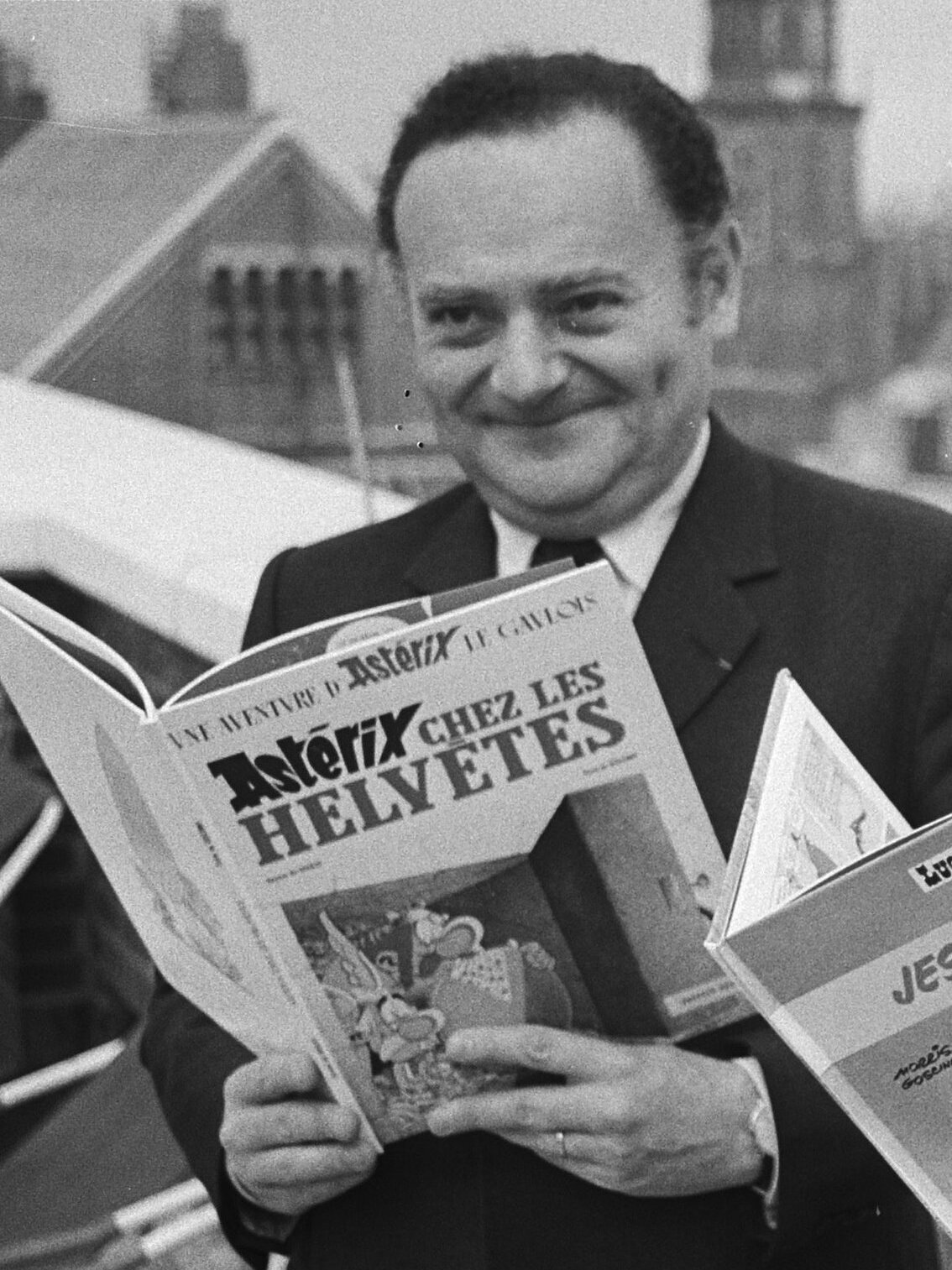
René Goscinny tenant un exemplaire de l'album en 1971.

Selon Albert Uderzo lui-même, c'est Georges Pompidou qui aurait suggéré aux auteurs de situer le prochain album des aventures d'Astérix chez les Helvètes (« Nous n'avions pas osé envoyer nos albums au général de Gaulle, mais, ensuite, avec Georges Pompidou, on a osé. Il nous répondait à chaque fois très gentiment. J'ai d'ailleurs toujours gardé une carte où il nous félicite de ce que nous avons fait, et nous incite à lancer maintenant Astérix chez les Helvètes… Nous n'avons pas réalisé cet album tout de suite, pour ne pas lui faire croire que c'était son idée qui avait fait du chemin. On a sa dignité, dans la BD ! »,). L'album est publié en 1970 alors que Georges Pompidou a, entre-temps, été élu président de la République.
Toujours selon Uderzo, des Suisses ont amicalement signalé aux auteurs « qu'il n'y avait pas que des coffres-forts en Helvétie actuelle. Il y a aussi le chocolat ». Mais ils n'avaient pas trouvé d'idées drôles sur le sujet.

### Personnages
Comme dans Astérix chez les Bretons et Astérix légionnaire, Idéfix ne participe pas au voyage, restant au village gaulois avec Panoramix.
Dans cet album, Astérix ne peut pas compter sur l'entière disponibilité d'Obélix, ivre mort des pages 40 à 47 : Obélix ne verra donc aucune montagne et déclarera à la fin que l'Helvétie est un pays plat.
C'est le premier album où un Romain (Claudius Malosinus) participe au banquet final. Le questeur, sauvé par les Gaulois, est invité par Abraracourcix, qui lui dit qu'il était chez eux « leur hôte et non pas leur otage » (p. 48).
On retrouvera Petisuix dans Astérix en Corse, avec de nombreux autres personnages, alors qu'ils viennent au village gaulois pour le banquet anniversaire de la victoire de Gergovie.

### Orgies romaines
Les orgies romaines de l'album sont alimentaires, et non sexuelles. Les festins présentés parodient ceux de Trimalcion dans le Satyricon, roman latin de Pétrone, et son adaptation cinématographique par Federico Fellini. On y voit une caricature de l'acteur Martin Potter, l'homme blond qui joue le rôle d'Encolpe. Par ailleurs, le gouverneur de Condate, Gracchus Garovirus, mentionne le nom du traiteur ayant organisé la première orgie : Fellinus, rappelant le nom de Fellini (p. 7).

### Route
Pour se rendre en Helvétie, les Gaulois profitent du nouveau réseau de charovoies (autoroutes) et font étape dans des charotels (motels) comportant autant d'écuries que de chambres, par allusion au développement du réseau autoroutier que connaît la France à l'époque de la création de l'aventure, avec son lot de services inhérents (p. 19).
Astérix et Obélix s'arrêtent à un restoroute (restovoie) dont le panneau représente deux mains poisseuses croisées, parodie des panneaux contemporains signalant la présence de restaurants par une fourchette et un couteau croisés : à l'époque, on mangeait surtout avec les doigts (p. 18).
Dans une imitation de station service où les distributeurs d'eau et d'avoine remplacent les pompes à essence, la roue du char des héros est réparée par Antarix, mascotte du réseau de distribution de carburants Antar (racheté par Elf) qui était distribuée à la fin des années 60 sous forme d'objets publicitaires tels que des porte-clés ; dans la version anglaise de l'album, il est représenté par Bibendum, la mascotte de Michelin (p. 20).

### Suisse

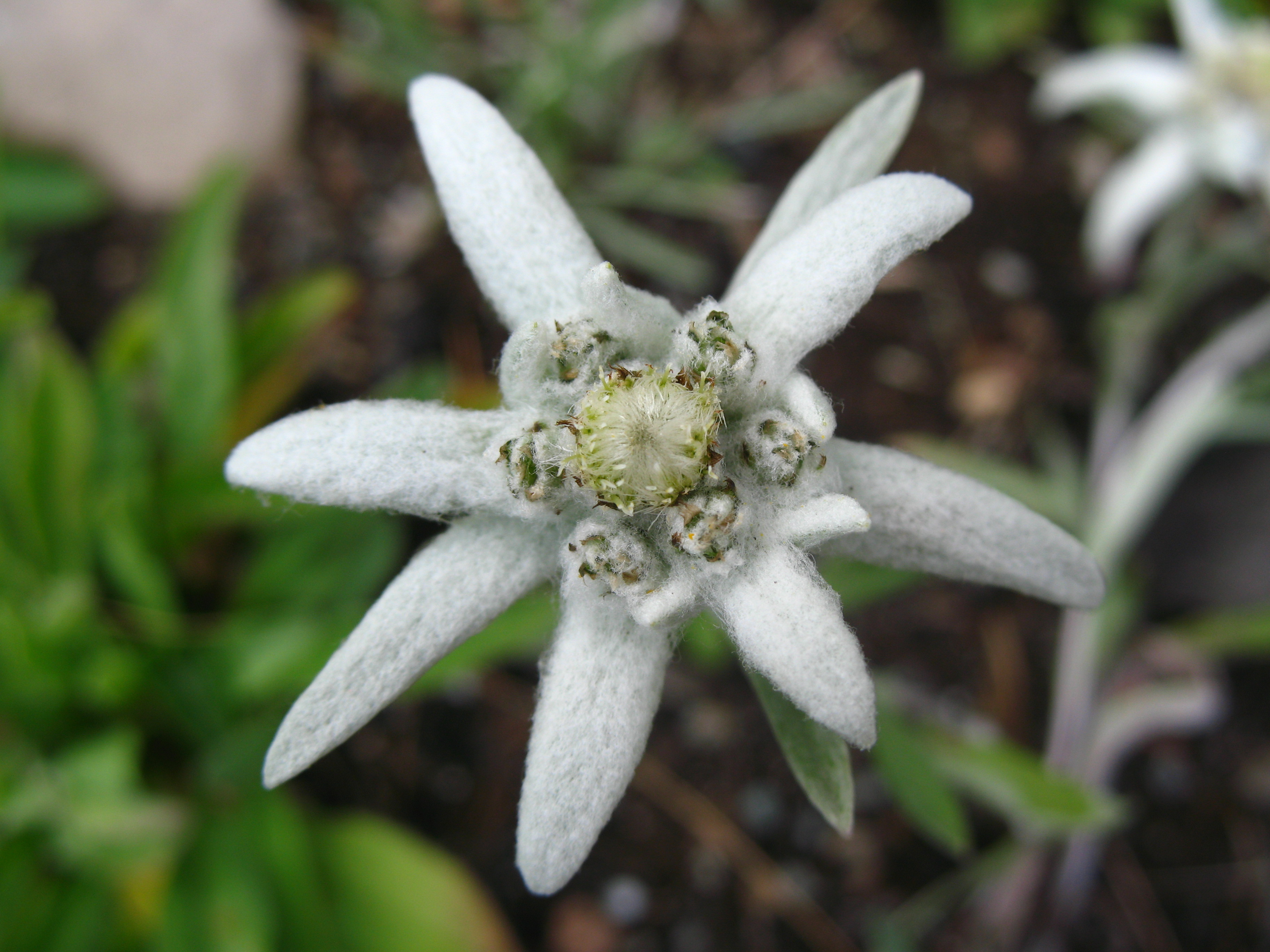
Un edelweiss, objet de la quête d'Astérix dans cet album.

Comme pour Astérix chez les Bretons et Astérix en Hispanie, Astérix chez les Helvètes est un florilège de références et de clichés nationaux sur la Suisse et les Suisses : fondue au fromage, propreté, pont de Genève, Alpes suisses, chalets, pendules à coucou, secret bancaire suisse, armée suisse, neutralité suisse, Office des Nations unies à Genève, yodel, Guillaume Tell, lenteur suisse, cordée d'alpinisme, Croix-Rouge, luge, edelweiss, etc.
Durant l'orgie de fondue organisée par le gouverneur romain Diplodocus, le principe des gages pour qui laisse tomber son morceau de pain dans la marmite est repris de manière humoristique : le maladroit (Caius Infarctus) reçoit cinq coups de bâton la première fois, vingt coups de fouets la seconde et finit jeté dans le Léman à la troisième. Aussi sévères que soient ces gages, tous les participants à la fondue les tiennent comme de joyeux divertissements, y compris celui qui les subit (à partir de la p. 19) et qui en redemande.
Pour la légendaire propreté des Suisses, une poubelle (marquée « Détritus ») se voit à côté du panneau-frontière, parfaitement propre du côté helvète (p. 21). Petisuix est obligé de salir son auberge pour protéger les Gaulois, à son grand désarroi.
Les Helvètes racontent que le pont de Genève a été détruit par Jules César et qu'il vient d'être reconstruit, par référence aux Commentaires sur la Guerre des Gaules (I, 7), où César ordonne la destruction de cet ouvrage (à partir de la p. 25).
Les auteurs, parodiant les stéréotypes nationaux, livrent une image d'Épinal de la géographie suisse, avec ses montagnes idylliques (ici les Alpes suisses), dominant un champ et un des nombreux lacs du pays. Son folklore est présent jusque dans l'intérieur de l'auberge, évoquant les chalets, avec la décoration figurant la faune et la flore montagnardes : peau de vache rouge et blanche accrochée au mur, arrières de lits en forme de sapins... (p. 26).
Les pendules à coucou, originaires de la Forêt-Noire en Allemagne, renvoient indirectement à l'industrie de l'horlogerie comme spécialité de la Suisse ; avec la  fameuse précision suisse, elles sont la source du running gag où l'aubergiste crie « coucou » toutes les heures afin que ses clients retournent leurs sabliers. Des sabliers et clepsydres, en vente dans les multiples boutiques, témoignent de l'importance symbolique de cette industrie en Suisse, qui ne pèse que 1,5 % du PIB suisse, mais représente 45 % des exportations horlogères mondiales (p. 26).
Le banquier suisse se nomme Zurix, nom rappelant Zurich, ville célèbre pour ses banques. Lorsque celui-ci cache les héros dans un de ses coffres, il est plusieurs fois fait allusion au fameux secret bancaire suisse, ainsi qu'aux procédures bancaires (p. 28).
Le nom de Petisuix renvoie au petit-suisse, sorte de fromage frais. Ce produit a cependant été créé en Normandie, mais amélioré grâce à un employé vacher de nationalité suisse (p. 28).
Lorsque Astérix et Obélix se font remettre des arcs et des flèches, leur guide explique que les Helvètes font des manœuvres une fois l'an avec des armes de service conservées chez eux. C'est ici une référence au service militaire et à l'armée de milice (p. 29 case 8).
Lorsque Petisuix vient chercher les héros à la banque de Zurix, ce dernier dit « Ce sont des raisons comme celle-là qui vous poussent à la neutralité », par allusion au statut de neutralité perpétuelle de la Suisse, instauré par le Congrès de Vienne de 1815 (p. 33).
Les Gaulois font un détour par la « Conférence internationale des chefs de tribus », clin d'œil au siège européen des Nations unies à Genève (p. 34) ou à la Société des Nations (p. 35).
Les célèbres chants alpins (dits Yodel) sont mentionnés par des anciens combattants qui aident les héros. Pour repousser les Romains, ils emploient autant la potion magique d'Astérix que ces chants qui paralysent l'adversaire (p. 37).
Une séquence caricature la légende de Guillaume Tell et de la pomme posée sur la tête de son fils (p. 39). Mais sur le gag final, les auteurs arrivent habilement à surprendre le lecteur qui s'attend à ce que la flèche finisse dans la pomme alors qu'elle finit tout simplement dans la cible.
Autre stéréotype suisse évoqué, la lenteur : Obélix accélère la fête des Helvètes, qu'il trouve trop lents, en avalant la marmite de fondue et le tonneau de vin blanc. Ceux-ci soulignent en retour que les Gaulois font toujours tout trop vite (p. 40).
Afin d'amener Obélix, ivre mort, en haut de la montagne, Astérix et quelques Helvètes s'attachent à lui avec une corde et le tirent lors de l'escalade, allusion humoristique à la pratique de la cordée en alpinisme pour sécuriser l'escalade en groupe (p. 41).
Il est aussi fait référence à la Croix-Rouge : lors de ce combat entre Romains et Helvètes, l'un de ces derniers, après avoir presque assommé un Romain, le soigne en disant « C'est une vocation : nous secourons tous les belligérants quelle que soit leur nationalité... » (p. 43).
Redescendant de la montagne, Astérix, seul cette fois, tire toujours son compagnon à l'aide d'une corde. Mais à cause de la pente, il chute et fait de la luge sur le corps de son ami, découvrant les joies des sports d'hiver. Ce type de sport est historiquement très répandu en Suisse, comme à Saint-Moritz, une des plus anciennes stations de sports d'hiver au monde (p. 46).

### Villes et lieux

#### Villes et lieux traversés
- Le village gaulois
- Condate en Gaule armorique, Rennes
- Genava en Helvétie, Genève

#### Villes et lieux évoqués
- Aventicum (planche 22, case 1), qui fut capitale helvétique à l'époque romaine (pl 22, c 1), Avenches
- Vindonissa (pl 8, c 4 et pl 22, c 1), Windisch
- Augusta Raurica (pl 22, c 1), Bâle-Augst
- Octodurum (pl 22, c 1), Martigny
- Solodurum (pl 22, c 1), Soleure

Le nom du banquier Zurix évoque aussi Zurich.

### Chansons
- Fais dodo, Caius mon p'tit frère, fais dodo, t'auras du lactum !, chanté par un légionnaire à Obélix endormi, parodiant la chanson Fais dodo.

### Citations latines
- Major e longinquo reverentia (De loin, l'admiration est plus grande) : phrase prononcée par un légionnaire à la frontière Gaule-Helvétie.
- Lacus Lemanus  (Léman) : nom du lac en latin, cité par Caius Infarctus.
- Pax romana (Paix romaine) : expression prononcée par un orateur au Palais des conférences internationales.
- Nunc est bibendum (C'est maintenant qu'il faut boire) : phrase prononcée par un légionnaire s'apprêtant à plonger dans le Lac léman.

## Tirage
Le tirage original est de 1 200 000 exemplaires.